# Автобусы АМО ЗИЛ
ЗИЛ — советский и российский производитель грузовых автомобилей (1916—2016) и автобусов (1926—2012) на их базе.

## Ранние автобусы АМО
Первый автобус АМО вместимостью 14 пассажиров был создан в 1926 году на шасси 1,5-тонного грузовика АМО-Ф-15. Кузов был выполнен на каркасе из гнутых деревянных профилей и обшит металлом, крыша обтянута дерматином. Пассажирская дверь была одна — перед задней колёсной аркой. Четырёхцилиндровый карбюраторный двигатель мощностью 35 л. с. позволял автобусу разгоняться до 50 км/ч. Кроме того, с 1927 года выпускали почтовый двухдверный автобус (задняя дверь была позади задней колёсной арки) и карету скорой помощи (без боковых дверей). Сторонние производители ставили на шасси АМО-Ф-15 и собственные кузова, например, открытый с брезентовым тентом для обслуживания курортов. Кроме того, непосредственно на АМО с 1927 года было произведено 9 экземпляров штабных автомобилей с открытым 8-местным кузовом легкового типа. Всего на шасси АМО-Ф-15 в 1926—1932 гг. ориентировочно было выпущено несколько сот автобусов (не более 150—200 ед.) с разными конструкциями кузовов.
В 1933 году появился автобус АМО-4 с такой же как и у предшественника конструкцией кузова. Машина вместимостью 22 пассажира была выполнена на удлинённом шасси АМО-4 на базе грузовика АМО-3 — непосредственного предшественника легендарного ЗИС-5. Максимальная скорость АМО-4 с 6-цилиндровым двигателем мощностью 60 л. с. составляла 55 км/ч. Произведена была партия из нескольких десятков машин.

## Довоенные автобусы ЗИС
На базе ЗИС-5, точнее его удлинённого по базе с 3,81 до 4,42 м шасси ЗИС-11 в 1934—1936 гг. выпускался 22-местный (общее число мест 29) автобус ЗИС-8. Шестицилиндровый рядный карбюраторный мотор объёмом 5,55 л мощностью 73 л. с. позволял ЗИС-8 полной массой 6,1 т разгоняться до 60 км/ч. На ЗИСе было произведено лишь 547 ед. ЗИС-8, но со второй половины 1936 года производство данной модели (несмотря на огромные потребности быстрорастущих городов СССР) было остановлено в связи с реконструкцией завода и переходом на более совершенную модель ЗИС-16. Впрочем, производство столь нужного автобуса по чертежам ЗИСа продолжил целый ряд авторемонтных предприятий страны, например, в Москве до 1940 года его выпускал завод «Аремкуз». Кроме того, ряд авторемонтных предприятий ещё до войны производил на базе ЗИС-8 мелкие партии открытых экскурсионных автобусов. В московском автобусном парке ЗИС-8 (за счет послевоенных капремонтов) продержался до начала 1950-х годов.
Производство более совершенного автобуса ЗИС-16, отличавшегося в соответствии с тогдашней автомобильной модой обтекаемой формой кузова, но по-прежнему выполненному на деревянном каркасе, было развёрнуто с 1938 года и продолжалось до августа 1941 года (по некоторым данным до конца 1940-х автобус также собирали из заделов запчастей). Автобус вмещал до 34 пассажиров (при 26 сидячих местах). Форсированный до 84 л. с. двигатель ЗИС-16 разгонял машину полной массой 7,13 т до 65 км/ч. С 1939 года ограниченной серией выпускался санитарный автобус ЗИС-16С с отдельной кабиной от ЗИС-5, рассчитанный на перевозку 10 носилок и 10 сидячих больных. Всего было выпущено 3250 автобусов ЗИС-16 (без учёта послевоенных машин). Часть из них, не мобилизованная в Красную армию в начальный период войны, была снабжена в 1943 году газогенераторными и газобаллонными установками, демонтированными в 1945 году. Благодаря современному и узнаваемому облику ЗИС-16, стал весьма характерной приметой уличного пейзажа Москвы конца 1930-х — начала 1950-х. Значительная часть автобусов ЗИС-16 после войны была реконструирована на «Аремкуз» и других предприятиях с перестановкой на новые шасси ЗИС-120 от грузовиков ЗИС-150. Такие радикальные меры позволили ЗИС-16 доработать на пригородных маршрутах столицы до середины 1950-х, а в ряде городов и дольше.

## Послевоенные городские автобусы ЗИС/ЗИЛ
Первую послевоенную серию автобусов ЗИС открывает городская 9,5-метровая модель ЗИС-154 (трёхзначный индекс был присвоен по введённой в 1943 году Единой системе нумерации деталей, узлов и агрегатов и моделей автомобилей) вместимостью 60 пассажиров (34 места для сидения), выпускавшаяся в 1946—1950 гг. Конструкция данного автобуса, прототипом которой был американский автобус GMC TD-series с кузовом производства Yellow Coach, была передовой для отечественного автопрома: первый отечественный серийный цельнометаллический несущий кузов вагонного типа (кстати, унифицированный с троллейбусом МТБ-82 и трамваем МТВ-82) с пассажирской дверью в переднем свесе и двигателем в задней части кузова, пневмопривод дверей, регулируемое по трем направлениям водительское сиденье, дизель и электротрансмиссия с электрогенератором и электромотором. Форсированный дизель ЯАЗ-204Д мощностью 112 л. с. позволял автобусу полной массой 12,34 т разгоняться до 65 км/ч. Всего было произведено 1164 автобуса ЗИС-154. Однако только осваивавшийся тогда в производстве двухтактный дизель оказался недоработанным по дымности выхлопа (что в принципе является фундаментальной проблемой всех двухтактных моторов) и надёжности, поэтому оснащённый им ЗИС-154, страдавший к тому же целым букетом «детских болезней», стал объектом серьёзных нареканий горожан и эксплуатационщиков. Это привело к сравнительно быстрому снятию автобуса с производства в 1950 году, причём последнюю партию автобусов вынужденно оснастили дефорсированными до 105 л. с. карбюраторными моторами ЗИС-110. Со столичных маршрутов машину также быстро убрали уже в первой половине 1950-х. Часть уцелевших в автобусных парках других городов «154-рок» в конце 50-х получила модернизированные двигатели ЯАЗ-204 и ЯАЗ-206, с которыми автобусы успешно доработали на маршрутах до конца 1960-х.
Заменой неудачному ЗИС-154 стал более простой в производстве, но менее вместительный 8-метровый ЗИС-155, с конструкции которого использовались элементы кузова ЗИС-154 и агрегаты грузовика ЗИС-150. Кстати, именно на ЗИС-155 был впервые в отечественном автопроме внедрён генератор переменного тока.
Автобус мог перевозить 50 пассажиров (28 сидячих мест). Карбюраторный двигатель ЗИС-124 мощностью 90 л. с. разгонял машину полной массой 9,9 т до 70 км/ч. Всего произведен 21741 автобус ЗИС-155, который оставался основной моделью автобусных парков столицы и других крупных городов СССР с середины 50-х до середины 60-х годов.
Замена этой во многом «компромиссной» городской модели произошла в 1957 году, когда в серию пошёл ЗИЛ-158 длиной 9,03 м, вместимостью 60 пассажиров (32 сидячих места). Двигатель ЗИЛ-158 был форсирован до 109 л. с., но машина потяжелевшая до полной массы 10,84 т могла разгоняться только до 65 км/ч. До перевода производства автобусов с ЗИЛа на Ликинский автобусный завод в 1960 году по причине невозможности дальнейшего развития автобусного направления одновременно с реконструкцией предприятия, было произведено 9515 автобусов ЗИЛ-158. Наработки КБ ЗИЛ использовались затем на ЛиАЗе при создании модернизированного автобуса ЛиАЗ-158В и ЛиАЗ-677.

## Междугородный автобус ЗИС (ЗИЛ)-127
Завода имени Сталина выпускал междугородный автобус ЗИС-127, вышедший в 1955 году (с 1956 года — ЗИЛ-127). Автобус с оригинальным несущим кузовом длиной 10,22 м мог перевозить 32 пассажира, располагавшихся в креслах авиационного типа с подголовниками и изменяемым наклоном спинок. Силовая установка состояла из двухтактного дизельного двигателя ЯАЗ-206Д, располагавшегося вместе с КПП поперечно в задней части автобуса и приводившего задний мост карданным валом, расположенным под углом к продольной оси автобуса. В 1960 году производство ЗИЛ-127 было свёрнуто. Всего в 1955—1960 гг. произведен 851 автобус ЗИС(ЗИЛ)-127.
На базе ЗИЛ-127 в 1959 году в НАМИ был создан и испытывался газотурбинный автобус Турбо-НАМИ-053, развивший скорость в 160 км/ч. ГТД смонтированный в задней части салона развивал 350 л. с. и был вдвое легче базового дизеля ЯАЗ-206Д. Но так как автобус использовался только как ходовая лаборатория, то большую часть салона занимала исследовательская аппаратура, а сидячих мест было оставлено десять.

## Малые представительские автобусы серии ЗИЛ «Юность»
Дизайн первой версии ЗИЛ-118 отчасти перекликался c выпускавшимся с 1961 по 1965 год Chevrolet Corvair Greenbrier Sportswagon.
Суммарный выпуск малых автобусов представительского класса ЗИЛ-118 «Юность» в 1961—1970 гг. составил 20 единиц серий ЗИЛ-118К/119/118-70/3207 «Юность» в 1970—1994 гг. — 86 ед. Комфортабельные автобусы семейства «Юность», созданные на базе агрегатов лимузинов ЗИЛ, применялись для обслуживания правительственных делегаций, на их базе также было произведено несколько реанимобилей, работавших в составе 4-го управления Минздрава (обслуживание ЦК и Совета министров). Имелись варианты «скорой помощи» с высокой крышей (жёсткой или подъёмной на гофре) и подъёмным столом, позволявшие хирургам оперировать стоя. Несколько микроавтобусов заказал КГБ для оборудования «автомобилей слежения», начинённых прослушивающей аппаратурой.

## Последние автобусы АМО ЗИЛ (семейство ЗИЛ-3250)
В 1997—2012 гг. на базе серии малотоннажных грузовиков ЗИЛ-5301 «Бычок» выпускалось семейство автобусов малого класса ЗИЛ-3250. Также выпускался аналог под маркой КАвЗ-3244.
В семейство входили две унифицированные модели: ЗИЛ-3250ВО (до 2005 года — 325010) со стандартной колесной базой 3650 мм и ЗИЛ-3250АО (325000) с удлинённой до 4505 мм базой, рассчитанные на перевозку, соответственно, 14/22 и 19 пассажиров. Обе модели базировались на рамном шасси ЗИЛ-5301 с 4-цилиндровым дизельным двигателем ММЗ Д-245.9Е2 рабочим объёмом 4,75 л с турбонаддувом, развивающим мощность 130,2 л. с., соответствующем нормам Евро-2. По заказу для автобусов в исполнении «Люкс» (ЗИЛ-325000-13 и ЗИЛ-32500R) предлагались импортные дизели Caterpillar-3054 и Renault серии MIDR мощностью 135—136 л. с. уровня Евро-2. С 2008 года автобусы АМО ЗИЛ получили дизель ММЗ Д-245.9Е3, соответствующий нормам Евро-3. Максимальная скорость ЗИЛ-3250 составляла 95 км/ч. Оснащение автобусов в базовой комплектации с боковой поворотной или автоматической дверью включало: перегородку между кабиной водителя и салоном с окном и переговорным устройством, боковые стёкла тонированные со шторами, верхние багажные полки. Пассажирские сиденья могли быть сдвоенными или индивидуальными с высокими спинками и подлокотниками и улучшенной обивкой. Салон также мог быть отделан более качественными материалами, пол покрыт мягким синтетическим ковром. В заказных автобусах серии «Люкс» предусматривались индивидуальные сиденья с высокой регулируемой по углу наклона спинкой, откидными подлокотниками и столиком, сетками для мелких вещей. Автобус оснащался одной пассажирской одностворчатой дверью с большой площадью остекления, увеличенными лобовым и боковыми стёклами, вклеенными в свои рамы, а также системой громкой трансляции и видеомагнитофоном с одним или двумя мониторами.

### Производство
Пик выпуска автобусов АМО ЗИЛ достиг в 2000 году, составив 779 ед., суммарный выпуск автобусов семейства ЗИЛ-3250 по 2012 год включительно составил 1916 ед. Кроме того, за те же годы выпущено свыше 4600 ед. цельнометаллических фургонов серии 5301СС (с 2005 года — 5301Р1).
За 2012 г. АМО ЗИЛ произвёл только 6 автобусов (200 % к 2011 году) и отгрузил 6 ед.
Низкий спрос на автобусы серии ЗИЛ-3250, прежде всего, объяснялся завышенной ценой из-за малых объёмов выпуска, низким уровнем качества сборки, малым ресурсом ходовой части, неприспособленностью силовой установки из модифицированного тракторного дизеля в блоке с коробкой передач от среднетоннажного грузовика для эксплуатации на городских и пригородных маршрутах как из-за низкой мощности, так и надёжности навесных агрегатов, включая наддувочную турбину. Кузов отличался слабой антикоррозионной стойкостью, в целом, машина была перетяжелена для заявленной пассажировместимости в 15 человек, а удлинённая 22-местная версия отличалась плохой манёвренностью. Соответственно, в условиях насыщения рынка современными автобусами аналогичного назначения иностранных марок спрос на автобусы ЗИЛ так и не вышел на уровень массового. С середины 2000-х автобусы ЗИЛ выпускались преимущественно под заказ и в специализированном исполнении (автолаборатории, мобильные штабы и проч.).